# Nefélium

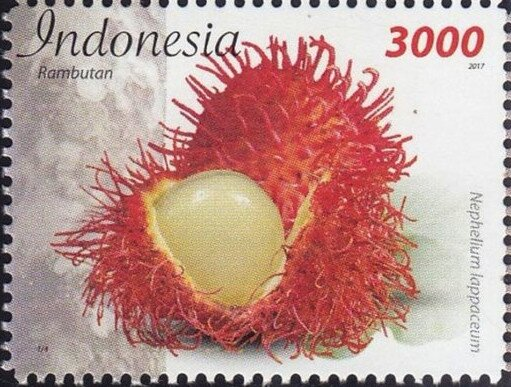
Rambutan na indonéské poštovní známce

Nefélium (Nephelium), česky též dvouslivák, je rod rostlin z čeledi mýdelníkovité (Sapindaceae). Zahrnuje 23 druhů rozšířených v tropické Asii, kde rostou jako součást tropických deštných lesů. Jsou to převážně dvoudomé stromy se střídavými sudozpeřenými listy a málo nápadnými květy, opylovanými hmyzem.
Nejvýznamnějším a nejznámějším druhem je nefélium rambutan, poskytující ovoce rambutan. Jedlý míšek v plodech mají i některé jiné druhy lokálního významu. Nefélia jsou také využívána v domorodé medicíně a občas lokálně těžena pro dřevo.

## Popis
Nefélia jsou dvoudomé nebo zdánlivě polygamní, středně velké až vysoké stromy nebo řidčeji keře se střídavými sudozpeřenými listy, složenými z celokrajných, na rubu zřetelně nasivělých lístků. Koncový lístek je zakrnělý, řapík a střední žebro listu jsou nekřídlaté, palisty chybějí. Odění je složeno z jednoduchých, nežláznatých chlupů. Květy jsou drobné, pravidelné, jednopohlavné, s kruhovitým, celistvým nebo laločnatým diskem, uspořádané v úžlabních nebo vrcholových thyrsech. U druhu Nephelium cuspidatum vyrůstají květenství z kmene a starších větví (kauliflorie). Kalich je miskovitý, se 4 až 6 laloky, volný nebo až do poloviny srostlý. Koruna je pěti až šestičetná a kratší než kalich nebo redukovaná až chybějící. Samčí květy obsahují 6 až 8 (4 až 10) tyčinek s vlnatými nitkami, vyčnívajících z květu. Semeník v samičích květech je laločnatý a zpravidla srostlý ze 2 (řidčeji monomerní nebo až ze 4) plodolistů a se stejným počtem komůrek obsahujících po jednom vajíčku. Na povrchu bývá hustě hrbolkatý a mezi laloky nese čnělku zakončenou laločnatou bliznou. Plody jsou těžko definovatelného typu, v některých zdrojích jsou označovány za peckovice. Pokud je vyvinut pouze jeden plodolist, jsou nerozpadavé, v opačném případě se po úplném dozrání rozpadají na 2 až 3 jednoplodolistové plůdky. Oplodí je bradavčité až ostnité, kožovité nebo řidčeji až dřevnaté či korkovité. Semena jsou kompletně obalena dužnatým míškem přirostlým k osemení.

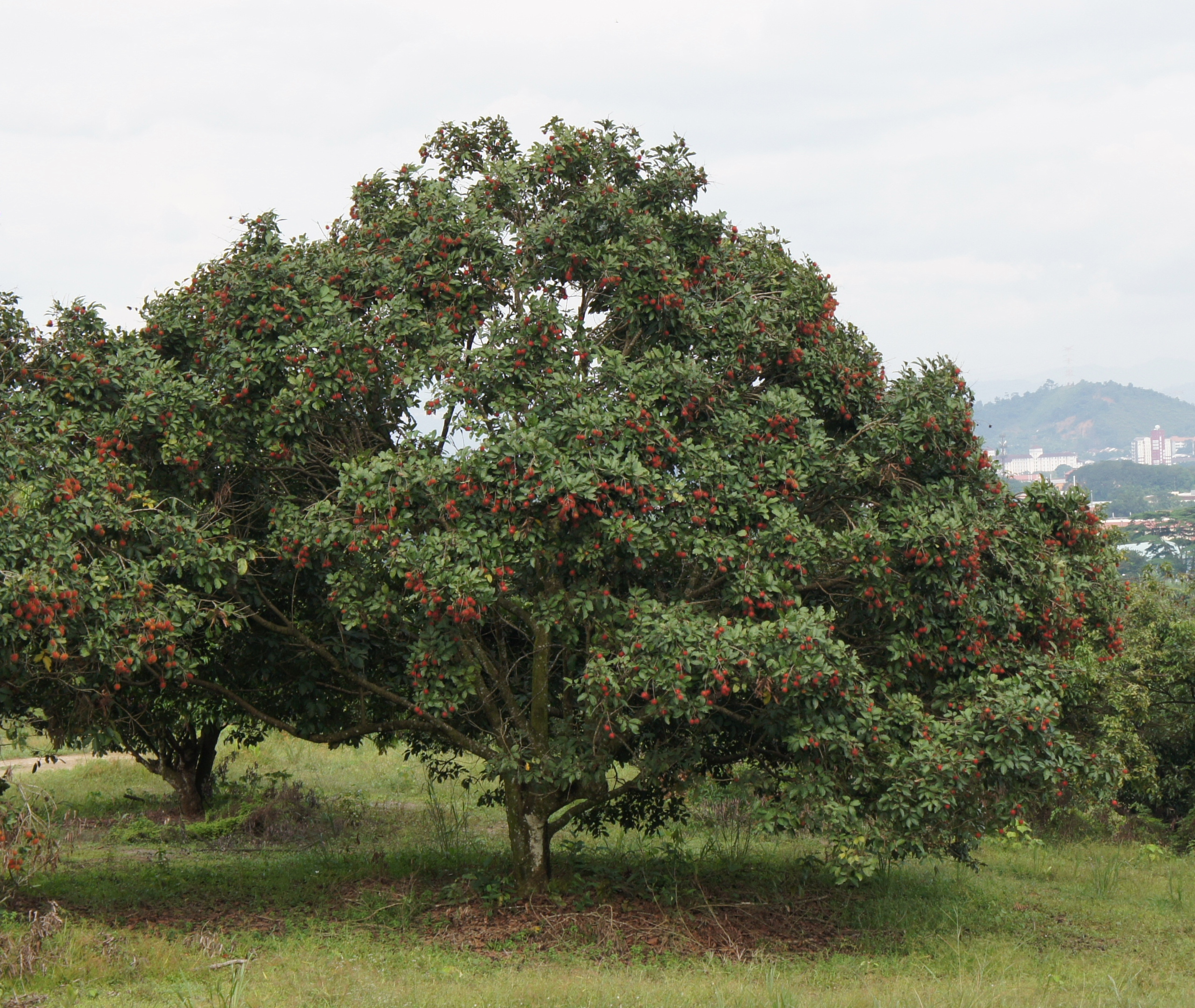
Plodící strom rambutanu
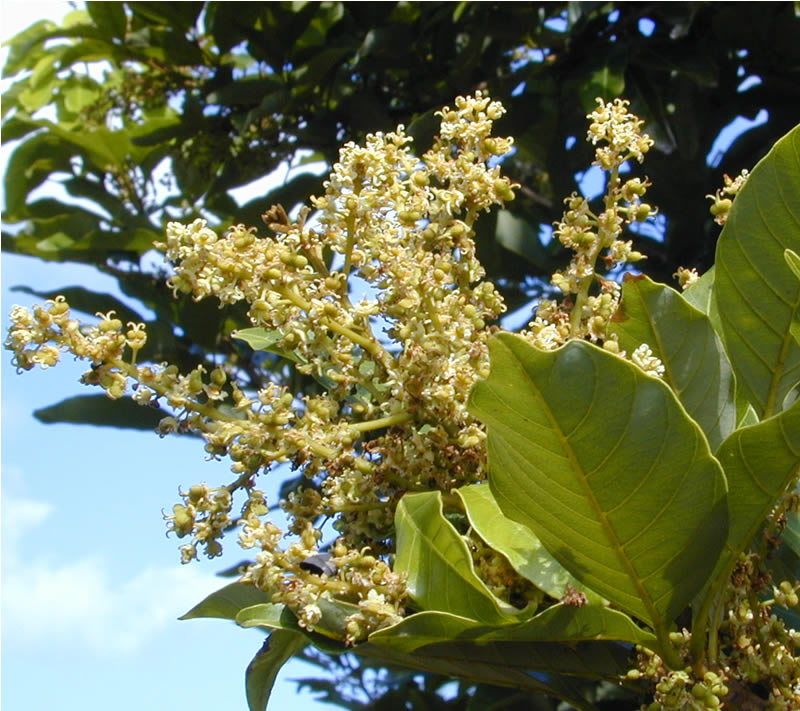
Květenství nefélia pulasanu (Nephelium ramboutan-ake)
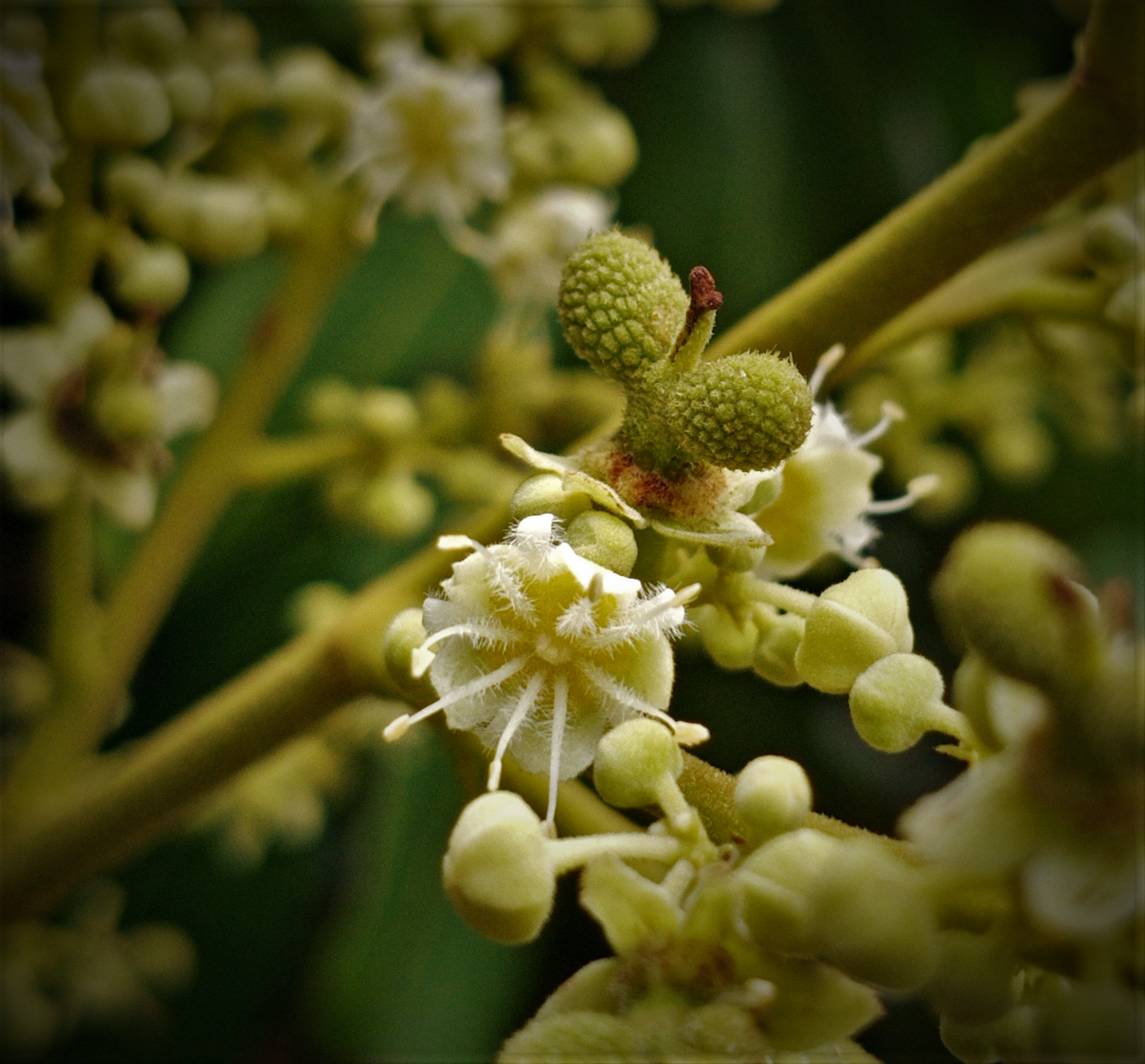
Detail samčího květu rambutanu
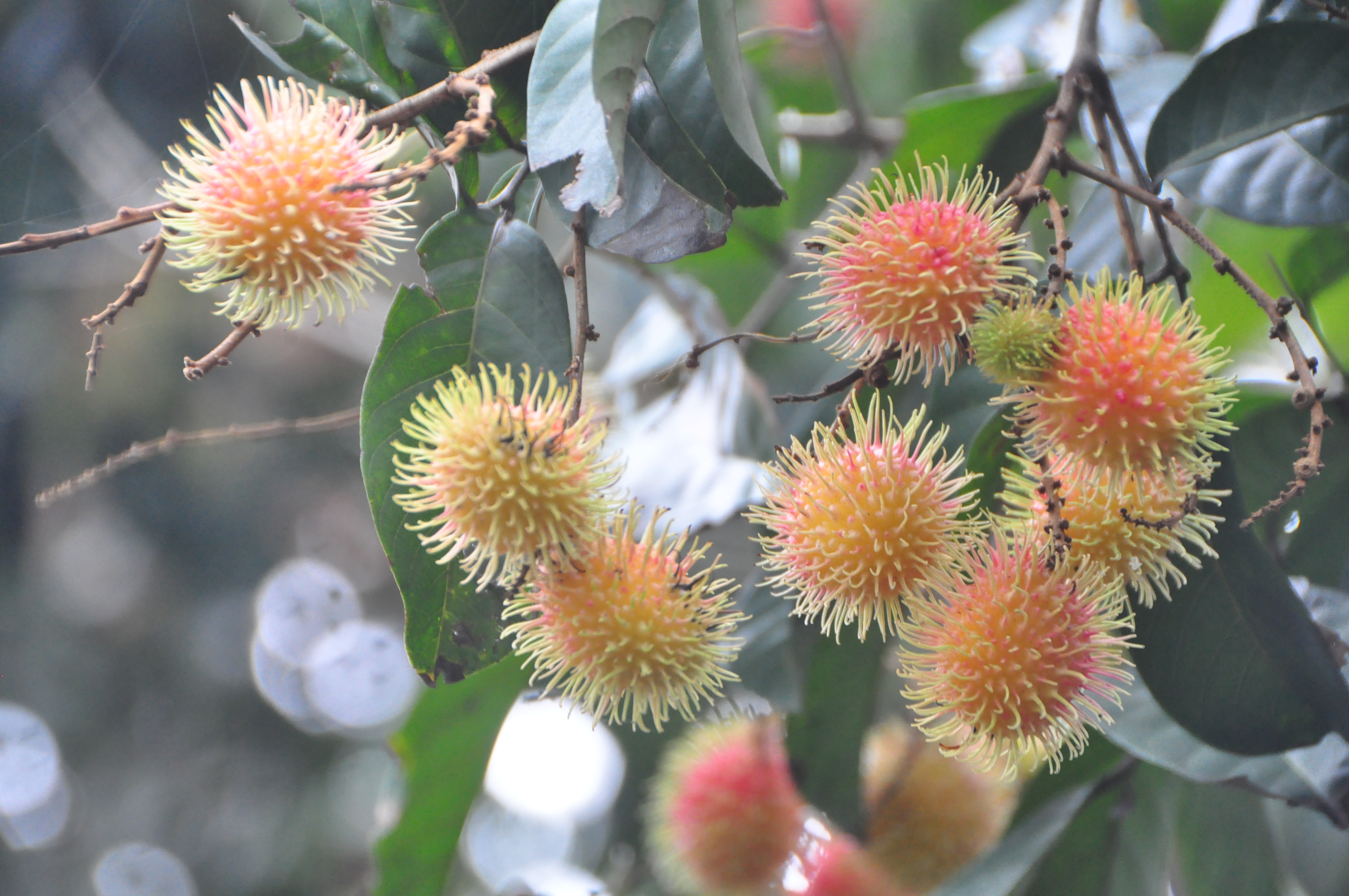
Nedozrálé plodenství rambutanu

## Rozšíření
Rod zahrnuje 23 druhů a je rozšířen od indického Ásámu po jihovýchodní Čínu a přes Indočínu a jihovýchodní Asii po Moluky. Na Novou Guineu již nezasahuje. Centrum druhové diverzity je na Malajském poloostrově a Borneu. Nefélia charakteristicky rostou jako součást tropických deštných lesů v nižších až středních nadmořských výškách. Zpravidla dosahují středního korunního patra pralesa, některé druhy rostou i v sezónně opadavých lesích a na savanách.

## Ekologické interakce

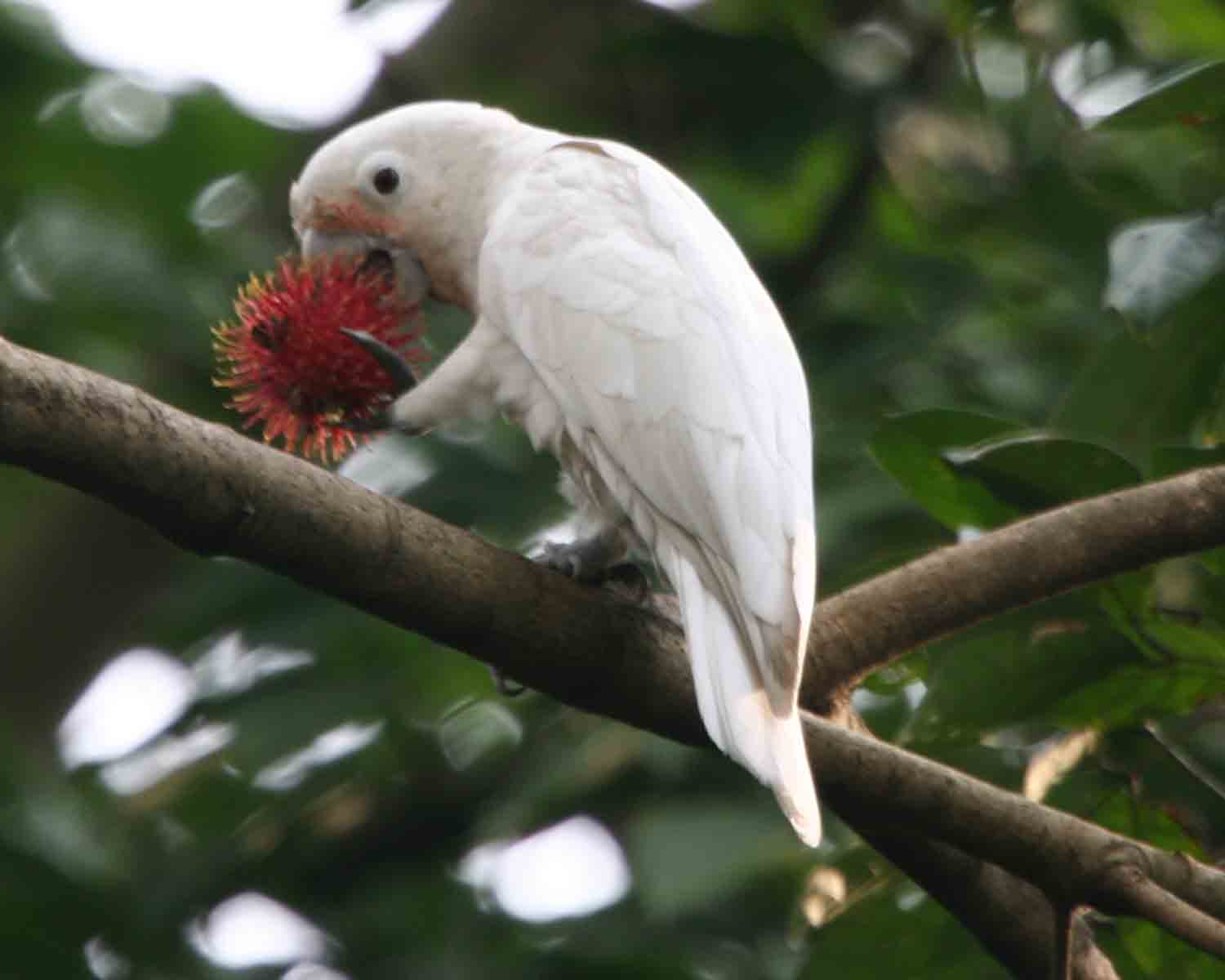
Kakadu Goffinův (Cacatua goffiniana) konzumující plod rambutanu

Květy nefélií obsahují hojný nektar a jsou opylovány hmyzem.
Plody konzumují zejména opice a plodožraví netopýři a tito živočichové také rozšiřují semena. Ptáci je vzhledem k pevné slupce vyhledávají v menší míře. Šíření primáty napomáhá i kauliflorie. U některých druhů jsou zřejmě semena šířena také vodou.
Na listech se živí housenky široké palety denních i nočních motýlů z čeledi modráskovití (Deudorix epijarbas, Hypolycaena erylus, Nacaduba kurava, Rapala iarbus, R. pheretima aj.), babočkovití (Polyura schreiber), slimákovcovití (Cheromettia sumatrensis, Parasa lepida, Setora nitens aj.), lišajovití (Theretra latreillii), nesytkovití (rod Paranthrene) a rovněž housenky řady různých drobnějších druhů můr. Na listech nefélií jsou často domatia obývaná symbiotickými roztoči.
Na rambutanových plantážích je považována za škůdce můra Conopomorpha cramerella, jejíž housenky poškozují plody. Vrubounovití brouci Adoretus compressus a Apogonia cribricollis poškozují listy. Housenky můr Chalcocelis albiguttatus a Parasa lepida z čeledi slimákovcovití mohou na plantážích způsobovat vážný holožír.

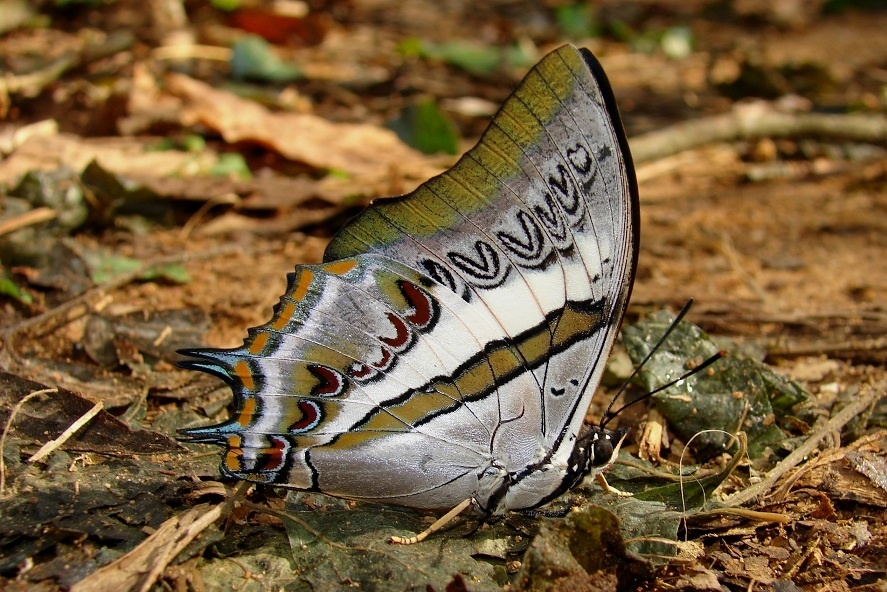
Babočka Polyura schreiber
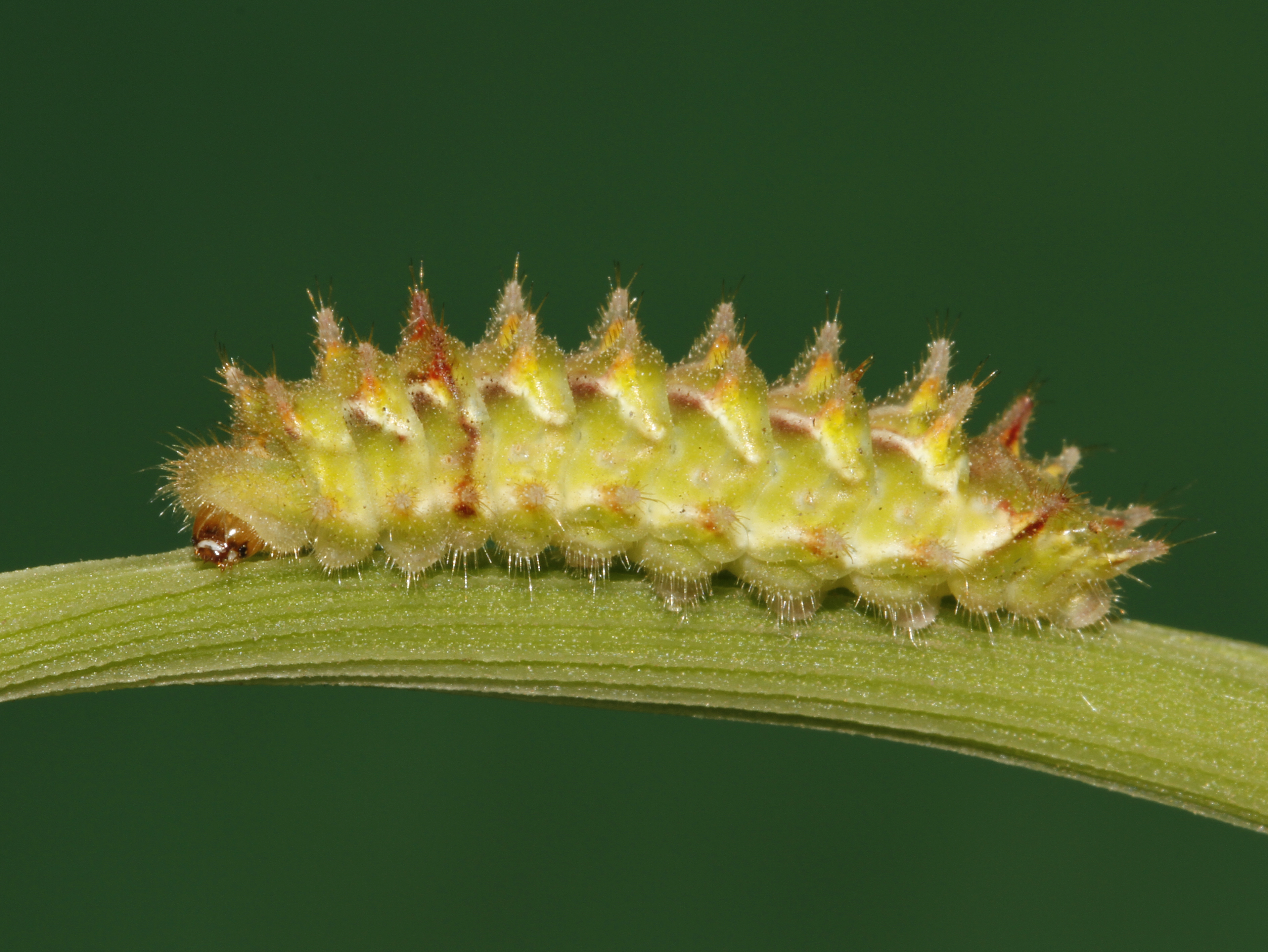
Housenka ohniváčka Rapala iarbus
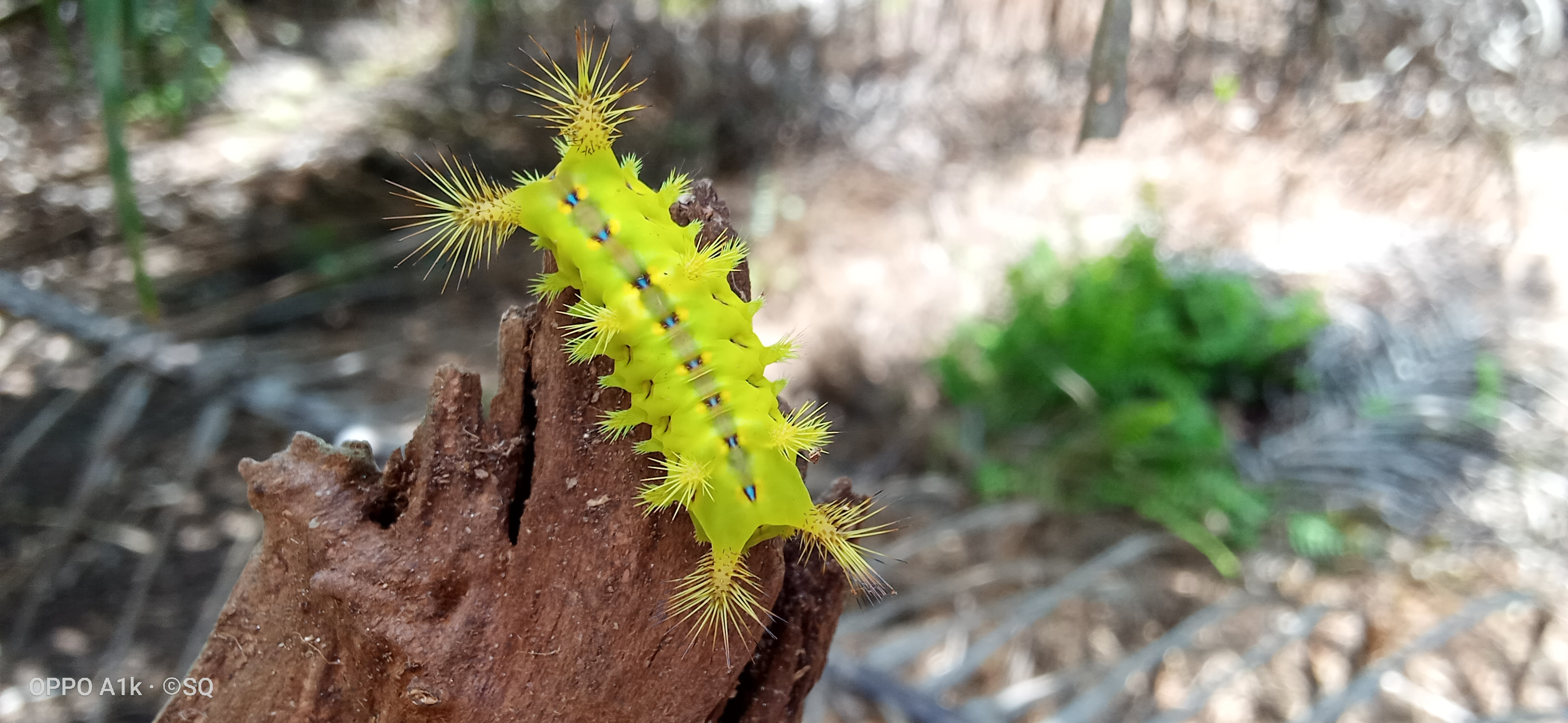
Bizarní housenka můry Setora nitens

## Obsahové látky a jedovatost
Charakteristickými obsahovými látkami nefélií jsou saponiny, které jsou toxické zejména pro ryby. V dužnině plodů obsaženy nejsou, nacházejí se však v oplodí plodů a byly zaznamenány případy otrav po jejich požití.

## Taxonomie
Rod Nephelium je v rámci čeledi Sapindaceae řazen do podčeledi Sapindoideae a tribu Nephelieae. Mezi příbuzné rody náleží např.
Blighia, Dimocarpus, Litchi, Otonephelium a Pometia, všechny rozšířené výhradně v tropech Starého světa.
Občas je pro rod Nephelium uváděno české jméno dvouslivák, které pochází od Jana Svatopluka Presla. Ten jej v díle Všeobecný rostlinopis použil pro rod Euphoria, konkrétně pro druhy E. litchi (dvouslivák lahodný) a E. nephelium (dvouslivák kštičnatý). Druh E. litchi byl následně přeřazen do samostatného rodu Litchi, zatímco E. nephelium do rodu Nephelium. Název dvouslivák se tak bezprostředně neváže k rodu Nephelium.

## Zástupci
- nefélium pulasan (Nephelium ramboutan-ake, syn. N. mutabile)
- nefélium rambutan (Nephelium lappaceum)[1]

## Význam

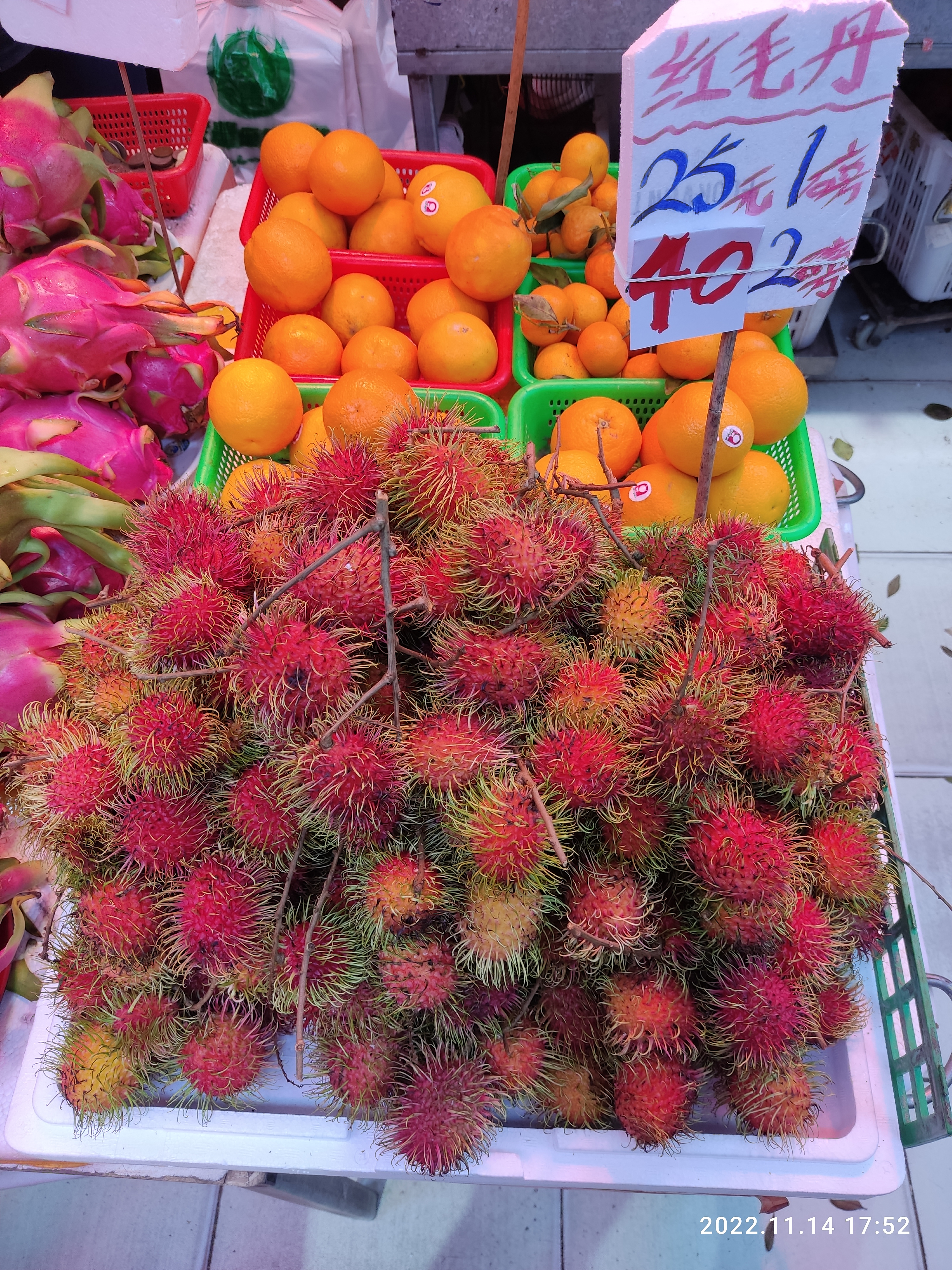
Rambutan na tržišti v Hongkongu

Nejvýznamnějším druhem je nefélium rambutan (Nephelium lappaceum), poskytující ovoce známé jako rambutan. Je oblíbené zejména v tropické Asii, mezinárodně je obchodováno málo. Používá se jako stolní ovoce a konzumuje se zpravidla čerstvé. Dužnina je také zpracovávána na džemy, džusy, kompoty nebo víno.
Lokálně jsou využívány i plody nefélia pulasan (Nephelium ramboutan-ake). Jedlý míšek mají i některé další druhy, jmenovitě Nephelium maingayi, N. cuspidatum a N. xerospermoides.
Listy rambutanu se společně s kurkumou používají k barvení hedvábí na zeleno a plody spolu s dalšími složkami jej barví na černo. Jádra plodů obsahují asi 40 % pevného, příjemně vonícího tuku, použitelného zejména k výrobě svic a mýdla. Tvrdé a pevné dřevo má pouze lokální význam. Ke svícení je používán i tuk ze semen nefélia pulasanu.
V domorodé medicíně je využíváno zejména nefélium rambutan, kde slouží k léčení cukrovky a vysokého krevního tlaku. Plody se podávají v lidové asijské medicíně nemocným horečkou, protože mají ochlazující účinek. Slouží i jako adstringens při léčení průjmů a úplavice. Listy se přikládají na spánky při bolestech hlavy. Odvar z kůry se používá na afty, šťáva z listů ulevuje od kašle a zvracení.

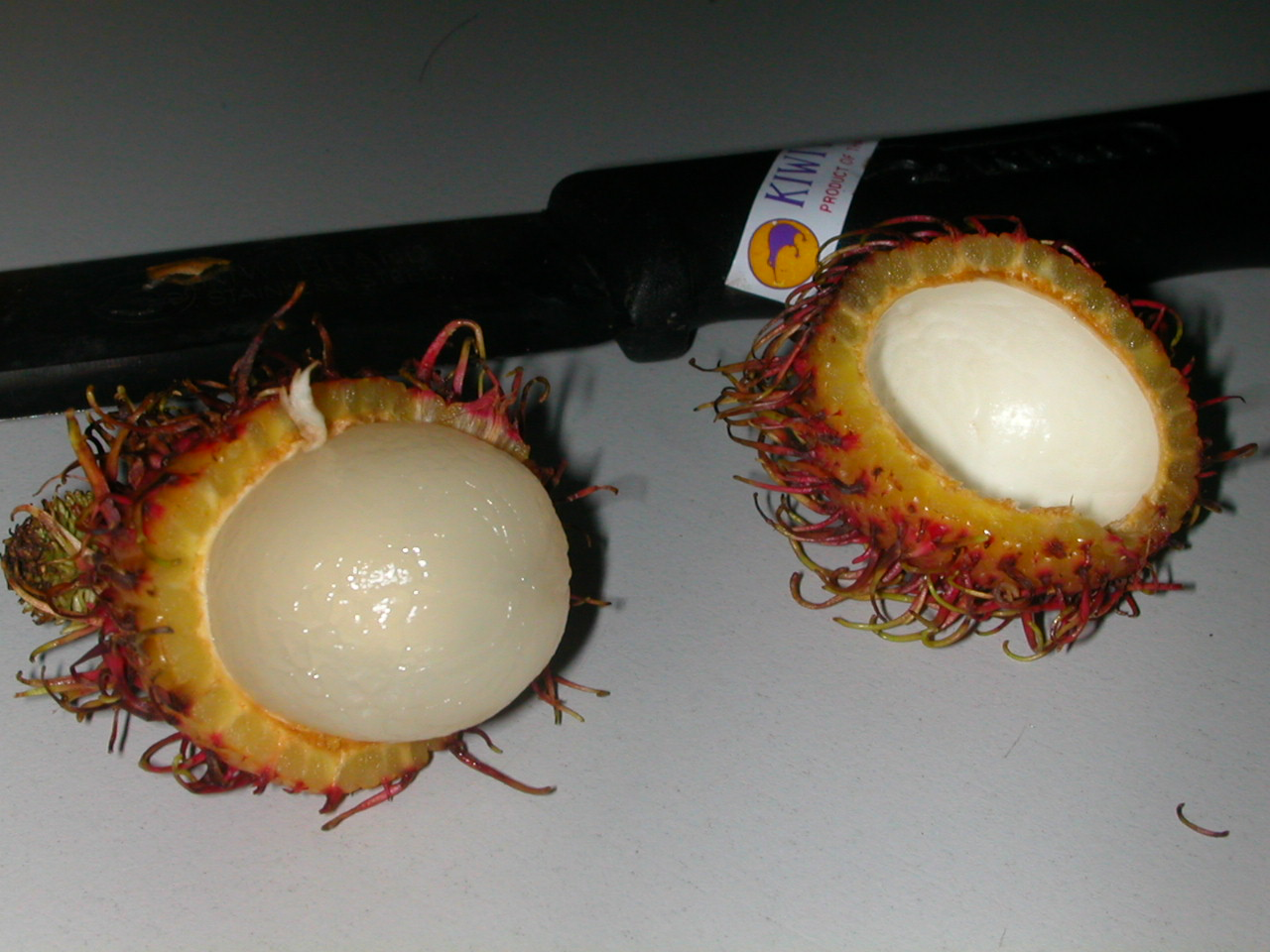
Plody rambutanu s odhaleným míškem
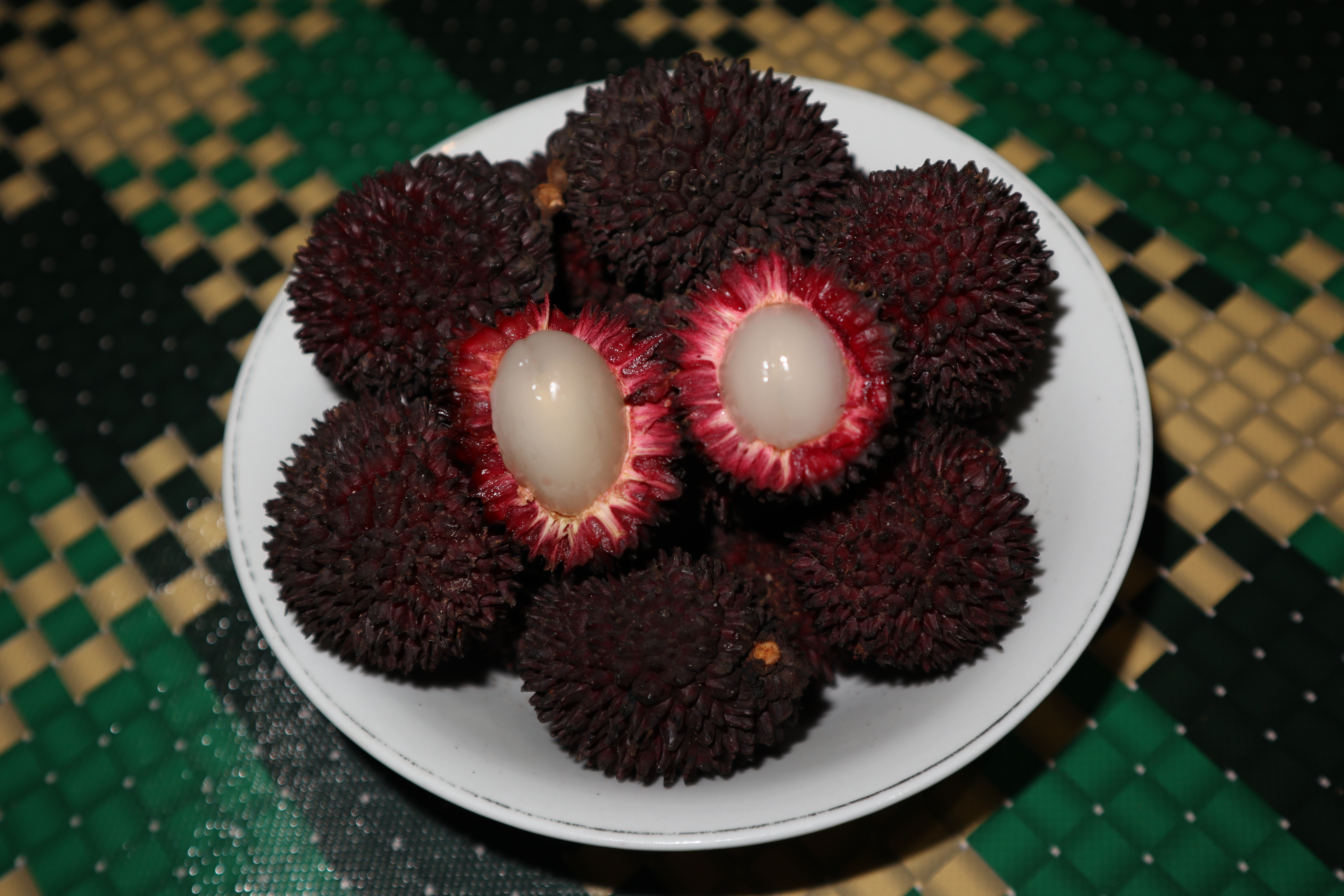
Plody pulasanu (Nephelium ramboutan-ake)
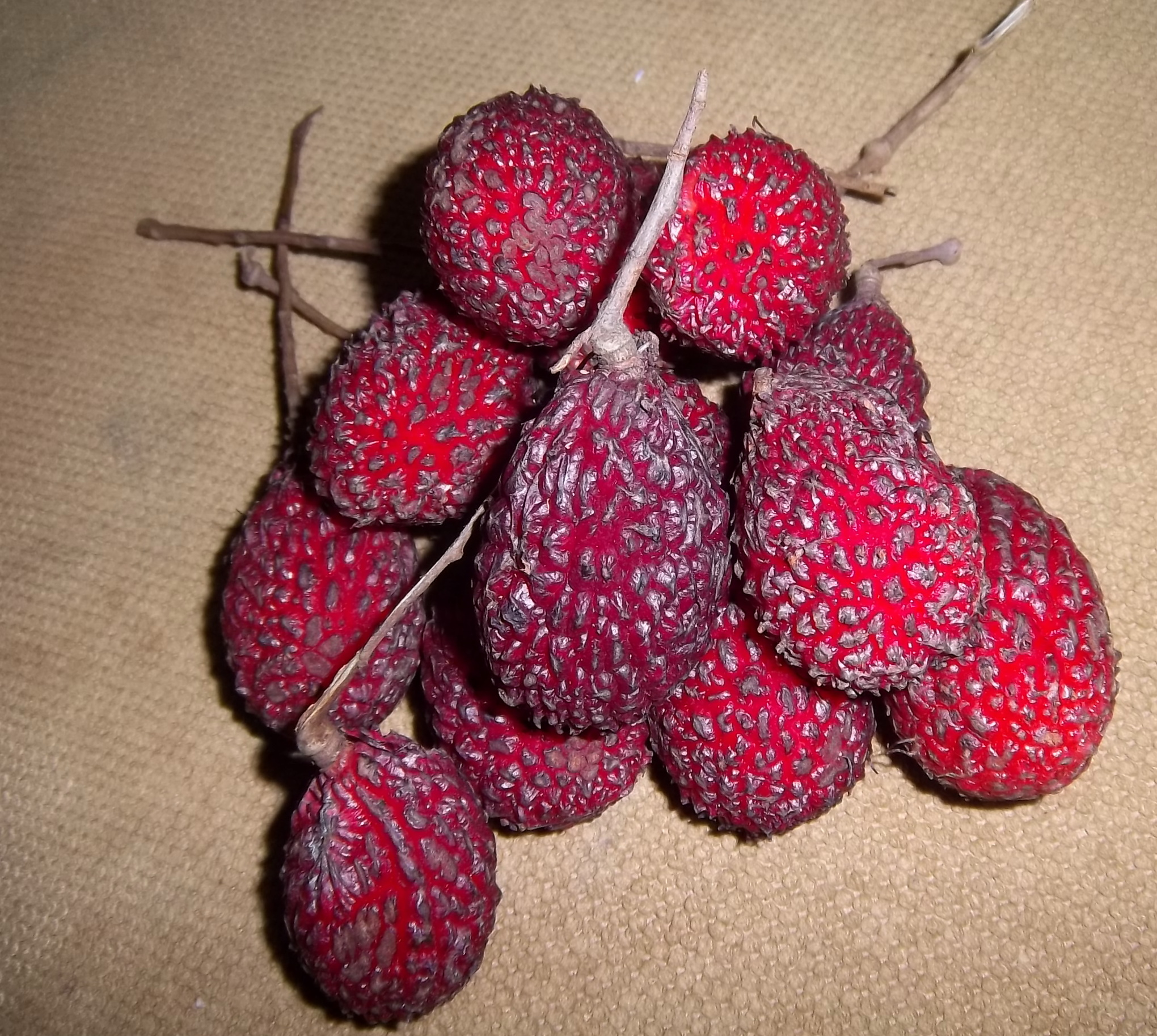
Plody Nephelium xerospermoides